# 4gyosi churi-yeong-yeok
4gyosi churi-yeong-yeok (4교시 추리영역?), noto anche con i titoli internazionali 4th Period Mystery e The Clue, è un film del 2009 diretto da Lee Sang-yong.

## Trama
Jung-hoon è uno studente particolarmente dotato, che tuttavia ha dei dissapori con il compagno di classe Tae-gyu; improvvisamente, il ragazzo viene trovato morto accoltellato. Jung-hoon, insieme alla compagna di classe Da-jung (che crede nella sua innocenza), decide allora di trovare il reale assassino.

## Distribuzione
In Corea del Sud l'opera è stata distribuita dalla Lotte Entertainment, a partire dal 12 agosto 2009.